# Lee Pace
Lee Grinner Pace, född 25 mars 1979 i Chickasha i Oklahoma, är en amerikansk skådespelare som figurerar inom både TV, film och teater.
Han är mest känd för sin roll som Ned i ABC:s serie Pushing Daisies, för vilken han 2008 nominerades för en Golden Globe och en Emmy Award.

## Biografi

### Uppväxt och utbildning
Pace föddes i Chickasha, Oklahoma som son till läraren Charlotte (född Kloeckler) och ingenjören James Roy Pace. Som barn tillbringade han ett antal år i Saudiarabien, där hans far arbetade    i oljebranschen. Familjen flyttade senare till Houston i Texas. Han gick i skolan vid Klein High School, en skola i förorten Spring i Houston, där även skådespelaren Matthew Bomer var en av eleverna. Han hoppade senare temporärt av high school för att bli skådespelare vid Houstons Alley Theatre innan han återvände för att ta sin examen. Vid teatern medverkade han bland annat i produktioner av The Spider's Web och The Greeks.
År 1997 blev han antagen till drama-divisionen vid Juilliard School som en medlem i Group 30 (1997–2001), där även skådespelarna Anthony Mackie och Tracie Thoms ingick. Under sin tid där spelade han i flera pjäser, däribland Romeo och Julia där han spelade Romeo, Richard III i titelrollen och Julius Caesar som Cassius. Han tog examen från Juilliard med en Bachelor of Fine Arts.

### Karriär

#### Teater
Efter att ha tagit examen spelade han i flera off-Broadway-pjäser, däribland The Credeaux Canvas och The Fourth Sister. Han medverkade även i en produktion av Craig Lucas' Small Tragedy, för vilken han nominerades för en Lucille Lortel Award i kategorin Outstanding Actor. År 2006 spelade han i två-karaktärspjäsen Guardians av Peter Morris, där han fick sin andra nominering för en Lortel Award i kategorin Outstanding Actor.
Den 19 april 2011 debuterade han i Broadway, när pjäsen The Normal Heart började sina förhandsvisningar, innan premiären den 27 april 27 på Golden Theatre. Totalt spelades showen vid 96 tillfällen, innan sista föreställningen den 10 juli 2011. Pace spelade här karaktären Bruce Niles.
Han fick senare rollen som kompositören Vincenzo Bellini i pjäsen Golden Age, började sina förhandsvisningar den 15 november 2012. Pjäsen som är skriven av Terrence McNally, började sin officiella runda vid Manhattan Theatre Club den 4 december 2012. Förhandsvisningarna var från början tänkt att visas den 13 november 2012, men två föreställningar fick ställas in till följd av as orkanen Sandy.

#### Film
Pace fick år 2003 sitt första erkännande för sin roll i filmen Soldier's Girl, som är baserad på fakta, där han spelade den centrala rollen som Calpernia Addams, en transgenderkvinna som dejtar armésoldaten Barry Winchell, som spelas av Troy Garity. Winchell mördades på grund av sin sexualitet och sin relation med Addams. 
Han kommenterade rollen följande:
| ” | Not even my excellent training at Juilliard prepared me for my first movie role, where I played a transsexual who falls in love with a military guy in Soldier's Girl. Here I was, this 6'3" 190-pound lanky kid from Chickasha, Oklahoma, not knowing how to begin being a woman. So I saw documentaries about transsexuals, I lost twenty-five pounds, and I put on prosthetic boobs and hips to become that character. There were times I'd look in the mirror and wonder 'what am I doing to my life here? My dad is going to kill me!' But the reason I went into acting was to be able to play parts as complicated and important as this one. In playing a transsexual, I got the chance to help change people's perspective about other people and that is a powerful thing. I'm playing a swashbuckling bandit in my next film, but I'll always be proud of Soldier's Girl. | „ |

Han vann senare en Gotham Award i kategorin Breakthrough Actor och nominerades till flera andra priser, däribland en Golden Globe förr sin roll i denna film.
Han har medverkat i filmen Miss Pettigrew Lives for a Day och i Tarsem Singhs The Fall, båda hade premiär 2008. The Fall blev väl mottagen bland kritikerna och biopubliken och det var även en av hans mest artistiska roller. Hans nästa film var Possession där han spelade mot Sarah Michelle Gellar. Han har även spelat biroller i The White Countess, Capote - en iskall mordgåta, When in Rome och Den innersta kretsen.
År 2012 spelade han vampyren Garrett i The Twilight Saga: Breaking Dawn - Part 2 och som den amerikanske senatorn Fernando Wood i Steven Spielbergs Lincoln. Den 30 april 2011, avslöjades det att han skulle spela rollen som alvkungen Thranduil i Peter Jacksons kommande filmtrilogi baserad på J.R.R. Tolkiens roman Bilbo – En hobbits äventyr och har premiär 2012, 2013 och 2014, samt är filmade i Nya Zeeland.

#### TV
Han har spelat rollen som Aaron Tyler i den hyllade men kortlivade TV-serien Wonderfalls från 2004, där Bryan Fuller var en av skaparna. Senare kom Fuller att ge honom huvudrollen som karaktären Ned i serien Pushing Daisies som debuterade i ABC i oktober 2007 och återvände för dess andra och sista säsong den 1 oktober 2008. Pace har även medverkat i tredje säsongen av Law & Order: Special Victims Unit, i det artonde avsnittet "Guilt".
År 2010 fick han en roll i den osålda HBO-piloten The Miraculous Year.

## Filmografi

### Film
| År   | Titel                                     | Roll                          | Noteringar |
| ---- | ----------------------------------------- | ----------------------------- | --- |
| 2003 | Soldier's Girl                            | Calpernia Adams/Scottie       | Gotham Award för Breakthrough Actor Nominerad — Golden Globe Award för Best Supporting Actor in a Television Film Nominerad — Independent Spirit Award för Best Male Lead Nominerad — Satellite Awards för Best Actor – Miniseries or Television Film |
| 2005 | Den ryska grevinnan                       | Crane                         | |
| 2006 | Capote - en iskall mordgåta               | Richard Hickock               | |
| 2006 | The Fall                                  | Roy Walker / The Black Bandit | |
| 2006 | Den innersta kretsen                      | Richard Hayes                 | Nominerad – Berlin Film Festival för Outstanding Artistic Contribution |
| 2007 | Polarbearman                              |                               | |
| 2008 | Miss Pettigrew Lives for a Day            | Michael Pardew                | |
| 2009 | En enda man                               | Grant                         | |
| 2009 | Possession                                | Roman                         | direct-to-video |
| 2010 | When in Rome                              | Brady Sacks                   | |
| 2010 | Marmaduke                                 | Phil Winslow                  | |
| 2011 | The Resident                              | Jack                          | direct-to-video |
| 2011 | Ceremony                                  | Whit                          | |
| 2011 | 30 Beats                                  | Matt Roberts                  | |
| 2012 | The Twilight Saga: Breaking Dawn - Part 2 | Garrett                       | |
| 2012 | Lincoln                                   | Fernando Wood                 | |
| 2012 | Hobbit: En oväntad resa                   | Thranduil                     | |
| 2013 | Hobbit: Smaugs ödemark                    | Thranduil                     | |
| 2014 | Hobbit: Femhäraslaget                     | Thranduil                     | |
| 2014 | Guardians of the Galaxy                   | Ronan the Accuser             | |

### TV
| År      | Titel                             | Roll            | Noter |
| ------- | --------------------------------- | --------------- | --- |
| 2002    | Law & Order: Special Victims Unit | Benjamin Tucker | Avsnitt "Guilt" |
| 2004    | Wonderfalls                       | Aaron Tyler     | 13 avsnitt |
| 2007–09 | Pushing Daisies                   | Ned             | 22 avsnitt Nominerad — Primetime Emmy Award för Outstanding Lead Actor – Comedy Series(2008) Nominerad — Golden Globe Award för Best Actor – Television Series Musical or Comedy (2008) Nominerad — Satellite Awards för Best Actor – Television Series Musical or Comedy (2007–08) Nominerad — Saturn Award för Best Actor on Television |